# Кен Мак-Грегор
Кен Мак-Грегор (англ. Ken McGregor; 2 червня 1929 — 1 грудня 2007) — колишній австралійський тенісист.
Найвищу одиночну позицію світового рейтингу — 3 місце досяг 1952 (за даними Ленса Тінґея), парну — 1 місце — 1951 року.
Здобув 10 одиночних титулів.
Перемагав на турнірах Великого шолома в одиночному, парному та змішаному парному розрядах.
Завершив кар'єру 1957 року.

## Фінали турнірів Великого шолома

### Одиночний розряд (1–3)
| Результат | Рік  | Турнір               | Покриття | Суперник      | Рахунок              |
| --------- | ---- | -------------------- | -------- | ------------- | -------------------- |
| Поразка   | 1950 | Чемпіонат Австралії  | Трава    | Френк Седжмен | 3–6, 4–6, 6–4, 1–6   |
| Поразка   | 1951 | Чемпіонат Австралії  | Трава    | Дік Севітт    | 3–6, 6–2, 3–6, 1–6   |
| Поразка   | 1951 | Вімблдонський турнір | Трава    | Дік Севітт    | 4–6, 4–6, 4–6        |
| Перемога  | 1952 | Чемпіонат Австралії  | Трава    | Френк Седжмен | 7–5, 12–10, 2–6, 6–2 |

### Парний розряд (7–1)
| Результат | Рік  | Турнір               | Покриття | Партнер       | Суперники                                 | Рахунок                   |
| --------- | ---- | -------------------- | -------- | ------------- | ----------------------------------------- | ------------------------- |
| Перемога  | 1951 | Чемпіонат Австралії  | Трава    | Френк Седжмен | Джон Бромвіч Адріан Квіст                 | 11–9, 2–6, 6–3, 4–6, 6–3  |
| Перемога  | 1951 | Чемпіонат Франції    | Ґрунт    | Френк Седжмен | Гарднар Маллой Дік Севітт                 | 6–2, 2–6, 9–7, 7–5        |
| Перемога  | 1951 | Вімблдонський турнір | Трава    | Френк Седжмен | Ярослав Дробний (тенісист) Ерік Стерджесс | 3–6, 6–2, 6–3, 3–6, 6–3   |
| Перемога  | 1951 | Чемпіонат США        | Трава    | Френк Седжмен | Дон Кенді Мервін Роуз                     | 10–8, 6–4, 4–6, 7–5       |
| Перемога  | 1952 | Чемпіонат Австралії  | Трава    | Френк Седжмен | Дон Кенді Мервін Роуз                     | 6–4, 7–5, 6–3             |
| Перемога  | 1952 | Чемпіонат Франції    | Ґрунт    | Френк Седжмен | Гарднар Маллой Дік Севітт                 | 6–3, 6–4, 6–4             |
| Перемога  | 1952 | Вімблдонський турнір | Трава    | Френк Седжмен | Вік Сайксес Ерік Стерджесс                | 6–3, 7–5, 6–4             |
| Поразка   | 1952 | Чемпіонат США        | Трава    | Френк Седжмен | Мервін Роуз Вік Сайксес                   | 6–3, 8–10, 8–10, 8–6, 6–8 |

### Мікст (1 перемога)
| Результат | Рік  | Турнір        | Покриття | Партнер               | Суперники                | Рахунок       |
| --------- | ---- | ------------- | -------- | --------------------- | ------------------------ | ------------- |
| Перемога  | 1950 | Чемпіонат США | Трава    | Маргарет Осборн Дюпон | Доріс Гарт Френк Седжмен | 6–4, 3–6, 6–3 |

## Часова шкала результатів на турнірах Великого шлему
| W | Ф | ПФ | ЧФ | #Р | КТ | К# | DNQ | A | NH |

### Одиночний розряд
| Турнір                                 | 1948  | 1949  | 1950  | 1951  | 1952  | SR     |
| -------------------------------------- | ----- | ----- | ----- | ----- | ----- | ------ |
| Відкритий чемпіонат Австралії з тенісу | 2р    | 3р    | Ф     | Ф     | П     | 1 / 5  |
| Відкритий чемпіонат Франції з тенісу   |       |       | 4р    | ПФ    | ПФ    | 0 / 3  |
| Вімблдонський турнір                   |       |       | 4р    | Ф     | ЧФ    | 0 / 3  |
| Відкритий чемпіонат США з тенісу       |       |       | 1р    | 4р    | 1р    | 0 / 3  |
| Strike rate                            | 0 / 1 | 0 / 1 | 0 / 4 | 0 / 4 | 1 / 4 | 1 / 14 |